# Ana Maria Surra Spadea
Ana Maria Surra Spadea, née le 10 juillet 1952, est une femme politique espagnole membre de la Gauche républicaine de Catalogne (ERC).
Elle est élue députée de la circonscription de Barcelone lors des élections générales de décembre 2015.

## Biographie

### Profession
Ana Maria Surra Spadea est titulaire d'un diplôme d'État et exerce en tant qu'assistante sociale universitaire.

### Activités politiques
Le 20 décembre 2015, elle est élue députée pour Barcelone au Congrès des députés et réélue en 2016.